# Colleurs d'affiches
Pour plus de détails, voir Fiche technique et Distribution.
Colleurs d'affiches (Billposters) est un court métrage d'animation américain de la série de Donald et Dingo, sorti le 17 mai 1940 réalisé par Clyde Geronimi pour les studios Disney.

## Synopsis
Donald et Dingo exercent le métier de colleur d'affiches. Ils doivent apposer des affiches à la campagne et arrivent près d'une ferme. Tandis que Donald placarde les murs et les barrières, Dingo s'approche d'un moulin à vent. Une aile du moulin emporte le balai encolleur de Dingo alors qu'il l'avait posé pour dérouler l'affiche. Donald de son côté se fait chiper l'affiche représentant une boite de soupe par une chèvre affamée. Dingo récupère son balai mais une fois l'affiche collée il ne comprend pas sa disparition  et placarde chaque aile. Donald entame lui une guerre des nerfs avec la chèvre.

## Fiche technique
- Titre original : Billposters
- Titre français : Colleurs d'affiches
- Série : Donald & Dingo
- Réalisateur : Clyde Geronimi
- Animateur : Al Eugster, Ed Love
- Voix : Clarence Nash (Donald), Pinto Colvig (Dingo)
- Producteur : Walt Disney
- Société de production : Walt Disney Productions
- Distributeur : RKO Radio Pictures
- Date de sortie : 17 mai 1940[1]
- Format d'image : Couleur (Technicolor)
- Son : Mono (RCA Sound System)
- Durée : 8 min
- Langue : (en)
- Pays :  États-Unis

## Voix françaises

### 1erdoublage (1989)
- Sylvain Caruso : Donald Duck
- Roger Lumont : Dingo
- Michel Vocoret : Narration traductive

### 2edoublage (1997)
- Sylvain Caruso : Donald Duck
- Gérard Rinaldi : Dingo

## Commentaires
Ce film met en scène pour la troisième fois, dans une série dédiée, Donald Duck et Dingo.
Donald et Dingo chantent Sifflez en travaillant de Blanche-Neige et les Sept Nains (1937). Donald avait déjà entonné la chanson Heigh-ho, tirée du même film dans le court métrage  sorti début 1940 Donald le riveur.

## Titre en différentes langues
D'après IMDb :
- Danemark : Plakat-problemer
- Suède : Kalle Anka som klisterprins